# Colletes albicinctus
Colletes albicinctus är en biart som först beskrevs av Jesus Santiago Moure 1943.  Colletes albicinctus ingår i släktet sidenbin, och familjen korttungebin. Inga underarter finns listade i Catalogue of Life.